# باول بودرو
باول بودرو (بالإنجليزية: Paul Boudreau)‏ هو مدرب رياضي أمريكي، ولد في 30 ديسمبر 1949.